# Christchurch International Airport

i7
i11
i13
Der Flughafen Christchurch (englisch Christchurch International Airport, IATA-Code: CHC, ICAO-Code: NZCH) ist der größte von drei Flugplätzen der neuseeländischen Stadt Christchurch. Er dient als Drehkreuz von Air New Zealand.
Der Flughafen befindet sich etwa neun Kilometer nordwestlich des Stadtzentrums im Vorort Harewood. Aufgrund steigender Passagierzahlen wurde der Flughafen bis 2009 für 200 Mio. Dollar erweitert.
Direkt an den Flughafen angegliedert ist eine Basis der Firma Garden City Helicopters, die dort Ambulanzflugzeuge sowie einen Rettungshubschrauber stationiert hat. Weiteren Flugbetrieb mit Hubschraubern führt die Firma Christchurch Helicopters durch, die ihre Basis im Westen des Flughafens hat. Daneben befindet sich der Canterbury Aero Club, zu dem die Graspiste 01/19 gehört.
Die Start- und Landebahn 02/20 ist nahezu rechtwinklig zur vorherrschenden Hauptwindrichtung ausgerichtet. Daher gibt es zusätzlich die kleinere Bahn 11/29 rechtwinklig zur großen Bahn. Die kleine Bahn wird regelmäßig von Flugzeugen bis zur Größe einer Boeing 767 benutzt.

## Geschichte
Der Christchurch City Council beschloss 1935 den Bau des Flugplatzes in Harewood. 1936 wurden 227 Hektar Land gekauft und 1937 wurden eine 915 Meter lange Startbahn und ein kleines Terminalgebäude errichtet. 1940 wurde der Flugplatz unter dem Namen „Harewood Airport“ für den kommerziellen Flugbetrieb eröffnet und während des Zweiten Weltkriegs auch von der Royal New Zealand Air Force (RNZAF) zum Training benutzt.
1948 wurden weitere 260 Hektar Land gekauft und ab 1950 war Christchurch der erste internationale Flughafen von Neuseeland. 1953 wurde die „Great London to Christchurch Air Race“ veranstaltet, bei der die Strecke von London nach Christchurch zum ersten Mal in weniger als 24 Stunden zurückgelegt wurde. Ab 1955 begannen der Flugbetrieb der US Air Force zur Erforschung der Antarktis.
1960 wurde ein neues Terminal (6000 m²) eröffnet und 1962 wurde die Startbahn auf 2442 Meter verlängert, um größeren Verkehrsflugzeugen die Benutzung des Flughafens zu ermöglichen. 1966 erhielt das Terminal einen speziellen Anbau für die Abfertigung der internationalen Flüge.
1975 wurde das Terminal für Inlandsflüge nochmals vergrößert und es standen nun 16.000 m² zur Verfügung. 1980 wurde die Ankunftshalle des internationalen Terminals um 2800 m² vergrößert. 1984 wurde die Startbahn auf 3287 m verlängert und 1987 das Terminal nochmals vergrößert.
1988 wurde die Betreibergesellschaft „Christchurch International Airport Ltd.“ gegründet, zu 75 % im Besitz des Christchurch City Councils und zu 25 % im Besitz des neuseeländischen Staats. Im selben Jahr wurde der Check-in- und Abflugbereich für internationale Flüge um 2320 m² erweitert. Nur ein Jahr später wurde der Ankunftsbereich erweitert sowie weitere Fluggastbrücken wurden hinzugefügt.
1990 wurde ein internationales Antarktis-Zentrum eröffnet und 1997 das Parkhaus umgebaut, um 340 zusätzliche Parkplätze zu schaffen. 1998 wurde ein neues internationales Terminal eröffnet.

## Fluggesellschaften und Ziele
Als wichtigstes wirtschaftliches Zentrum der neuseeländischen Südinsel besitzt der Flughafen insbesondere im Inlandsverkehr neben Auckland und Wellington eine herausragende Bedeutung. Insbesondere die heimische Air New Zealand nutzt ihn intensiv als Verbindung zu fast allen Inlandsflughäfen. Der Verkehr wird dabei sowohl im nationalen Verkehr, als auch im internationalen über das gleiche Terminal abgefertigt. Der internationale Bereich ist vom Inlandsbereich jedoch getrennt.

### National
Bedingt durch die Aufteilung in zwei separate Inseln und den weiten, oftmals ländlichen Strecken, kommt dem Inlandsflugverkehr eine wichtige Bedeutung zu. Die Flüge werden dabei hauptsächlich von Air New Zealand bzw. von der Regionalfluggesellschaft und Tochterfirma Air New Zealand Link durchgeführt. Wichtige Ziele sind neben Auckland und Wellington auch die Städte Queenstown, Dunedin, Hamilton, Tauranga und Palmerston North. Daneben bietet seit einigen Jahren der neuseeländische Ableger von Jetstar (einer Tochterfirma der australischen Qantas) Inlandsflüge zwischen Auckland, Christchurch, Wellington und Queenstown an.

### International
Als größte Stadt der Südinsel ist der Flughafen auch im internationalen Verkehr ein wichtiges Ziel. Insbesondere Routen in Richtung Australien sind traditionell von großer Bedeutung. Bedingt durch die Abwanderung vieler Einwohner in Richtung Auckland, ausgelöst durch das schwere Erdbeben im Jahr 2011 hat der Flughafen jedoch einige Verbindungen verloren.
So werden aktuell von Qantas und Air New Zealand die Destinationen Sydney und Melbourne bedient. Qantas und deren Tochter Jetstar bieten ferner Flüge nach Brisbane und Gold Coast an. In Richtung Asien bietet Singapore Airlines eine Direktverbindung nach Singapur an. Emirates führt Flüge in Richtung Dubai mit Zwischenstopp in Sydney durch. 

## Militärischer Flugbetrieb
Nach der Schließung des Luftwaffenstützpunktes Wigram benutzt die RNZAF für den Passagier- und Frachtverkehr von und nach Christchurch den internationalen Flughafen. Auch Kampfflugzeuge nutzten ihn in der Vergangenheit.
Mit dem Aufschwung der Erforschung der Antarktis in den 1950er Jahren entwickelte sich Christchurch zu einer wichtigen Basis für die Antarktis-Flüge der RNZAF und der USAF. Während der Saison für Antarktisflüge (August–Februar) sind oft C-17 Globemaster III und C-130 Hercules auf dem speziellen Vorfeld nördlich des Passagierterminals anzutreffen. Von Zeit zu Zeit werden auch Flüge mit C-5 Galaxy zur McMurdo-Station durchgeführt. Vor ihrer Außerdienststellung 2005 konnten auch häufig C-141 Starlifter angetroffen werden.

## Zwischenfälle
- Am 21. November 1957 brach an einer Bristol 170 Freighter Mk. 31E der neuseeländischen SAFE Air (Straits Air Freight Express) (Luftfahrzeugkennzeichen ZK-AYH) die rechte äußere Tragfläche ab, während des Absturzes gefolgt von den Frachtladetüren im Bug und dem gesamten Heck. Das Flugzeug schlug bei Harewood auf, 1,8 Kilometer vom Flughafen Christchurch entfernt. Alle 4 Insassen, zwei Besatzungsmitglieder und zwei Passagiere, wurden getötet. Ursache für den Tragflächenbruch war die Bewertung einer Lebensdauer durch den Hersteller, die wesentlich über der sicheren Lebensdauer lag. Der Fehler bei der Lebensdauermessung rührte daher, dass die simulierten Betriebsbedingungen, aus denen die Lebensdauermessdaten entwickelt wurden, nicht wirklich repräsentativ für die tatsächlichen Betriebsbedingungen waren.[2][3]